# Двойная рокировка 2
«Двойная рокировка 2» (кит. 無間道II, англ. Infernal Affairs II) — гонконгский кинофильм 2003 года, снятый режиссёрами Эндрю Лау и Аланом Маком.
Это приквел к фильму 2002 года Двойная рокировка. Энтони Вонг, Эрик Цан, Эдисон Чэн, Шон Юэ и Чэпман То вернулись к своим ролям из  оригинального фильма вместе с новыми актёрами Кариной Лау, Фрэнсисом Нг, Ху Джуном и Роем Чунгом. Ни Энди Лау, ни Тони Люн, сыгравшие центральные роли в оригинале, не появляются в этом фильме, поскольку их заменяют их более молодые версии, изображённые соответственно Эдисоном Чэном и Шоном Юэ. События фильма происходят в период с 1991 по 1997 год.

## Сюжет
После убийства руководителя Триады, его сын Хоу, ранее не интересовавшийся делами отца, неожиданно объявляет о своём намерении занять его место. Полиция оказывается не готовой к такому повороту событий, обретя в лице нового мафиози грозного и неуловимого противника. Теперь все надежды возлагаются на молодого полицейского Чэн Винъяня, который рискуя жизнью проникает в банду и пытается войти в доверие к новому боссу. Но клан тоже не дремлет, внедрив в полицию своего осведомителя Мина.

## В ролях
- Энтони Вонг — Вон Чисин
- Эрик Цан — Хонь Сам
- Карина Лау — Мэри
- Френсис Ын — Нгай Виньхау
- Эдисон Чэн — молодой Лау Киньмин
- Шон Юэ[англ.] — молодой Чань Винъянь
- Ху Джун[англ.] — Люк Кайчунь (陸啟昌)
- Чэпман То[англ.] — «Силли» Кунг (傻強)
- Рой Чунг[англ.] — Лау Кайин (羅繼賢)
- Кара Хуэй — сестра Хару
- Артур Вон — Квок-Вах
- Тедди Чэнь — Мань-Чин

## Отзывы
Фильм очень ожидался до его выпуска из-за успеха, достигнутого первым фильмом. Однако общий отклик на фильм был неоднозначным.